# Jezírka u Rozvadova
Jezírka u Rozvadova ist ein 1984 eingerichtetes Naturreservat auf dem Kataster von Rozvadov (Roßhaupt) im Okres Tachov in Tschechien. Es befindet sich knapp sechs Kilometer südlich des Dorfes Rozvadov unmittelbar an der deutschen Grenze.

## Lage
Das Naturreservat mit einer Fläche von 6,19 ha liegt östlich der Anhöhe Jezírka (501 m n. m.) in einer vom Katharinabach durchflossenen flachen Mulde, in der der Bach zwischen 1362 und 1840 zum Pfrentschweiher aufgestaut war. Die nächstgelegenen Ortschaften sind Pfrentschweiher und Rybničná (Weiherwiesenhaus). Das Gebiet war in der zweiten Hälfte des 20. Jahrhunderts wegen seiner Lage in der Grenzzone hinter dem Eisernen Vorhang unzugänglich. Unmittelbar südlich erstreckt sich das deutsche Naturschutzgebiet Torflohe und Pfrentschwiese. Jezírka u Rozvadova ist Teil des Landschaftsschutzgebietes Český les. 

## Beschreibung
Jezírka u Rozvadova umfasst ein feuchtes Waldstück mit drei kleineren Mooren bzw. wahrscheinlich aus Torfstichen entstandenen verlandenden und überwachsenen Moortümpeln. Im Zuge der in den 1980er Jahren für die forstwirtschaftliche Nutzung des Waldes erfolgten Melioration wurde der das Moorgebiet speisende Zufluss, begradigt und zu einem Bächlein vertieft, östlich an den Tümpeln vorbei geleitet. Die Folge dieser Störung des Wasserhaushalts war die Austrocknung und Verlandung der Tümpel. Zwischen 1992 und 1998 wurden Maßnahmen zur Revitalisierung des bedrohten Schutzgebiets eingeleitet. Dabei wurde ein regelmäßiger Wasserzufluss wiederhergestellt. Im nördlichen und zugleich größten der Moore entstand dabei wieder ein Tümpel mit einer Wasserfläche von 0,0413 ha. 
Der östliche Teil des Naturreservats wird von dem in den 1980er Jahren angelegten namenlosen und seit der Revitalisierung nicht mehr ständig wasserführenden Bächlein durchflossen, das in Deutschland auf der Pfrentschwiese in den Katharinabach mündet. 
Die Unterschutzstellung des Gebietes erfolgte 1984 auf einer Fläche von 7,56 ha wegen einer großen Population des Rundblättrigen Sonnentaus. In dem Naturreservat sind außerdem die Gewöhnliche Moosbeere, der Mittlere Sonnentau, der Sumpf-Dreizack, das Sumpf-Blutauge, die Faden-Segge, das Nackte Schlitzkelchmoos und andere Lebermoose zu finden. Das Schutzgebiet ist zudem Lebensraum der gefährdeten Torfmoos-Wolfsspinne. Des Weiteren sind die Erdkröte, der Grasfrosch, der Plattbauch, die Hufeisen-Azurjungfer und die Torf-Mosaikjungfer anzutreffen.
Verwaltet wird das Schutzgebiet von der AOPK ČR - RP SCHKO Český les.